# La det swinge
"La det swinge" ("Las-o să se legene") este un cântec interpretat de către  duetul norvegian Bobbysocks. A câștigat Concursul Muzical Eurovision 1985, fiind prima victorie a Norvegiei la acest concurs.

## Compoziția și producția
Cântecul este un tribut adus dansului pe muzica rock 'n' roll veche de la radio. Potrivindu-se subiectului, cântecul însuși este scris într-un stil de modă veche, cu o melodie de saxofon la începutul cântecului. Aranjamentul muzical este în stil vechi, având elemente din anii 1980 și 1950. 

## Background
Cântecul a câștigat Melodi Grand Prix 1985 și, prin urmare, a fost ales pentru a reprezenta Norvegia la ediția din 1985 a Concursului Muzical Eurovision. Pentru interpretare, cele două cântărețe au apărut în jachete violete lucitoare, purtate deasupra unor haine albe și negre. Krogh a purtat o rochie dungată cu alb și negru lungă până la podea.
La Eurovision a fost al treisprezecelea cântec interpretat în acea noapte, urmând piesei Italiei, "Magic Oh Magic", interpretată de Al Bano și Romina Power. După Norvegia s-a interpretat piesa Regatului Unit, "Love Is", interpretată de Vikki Watson. La sfârșitul votării "La det swinge" avea 129 de puncte, astfel aflându-se pe locul 1 din 19. 
Urmând victoria lor, single-ul "La det swinge" a ajuns pe locul 1 în clasamentele de single-uri din Norvegia și Belgia. S-a aflat, de asemenea, în clasamentele din Danemarca, Suedia, Elveția, Austria, Irlanda, Regatul Unit, printre altele.

## Track listing
1. "Let it Swing" – 2:50
2. "La det swinge" – 2:50

## Detalii despre clasamente
| Clasament (1985) | Poziție |
| ---------------- | ------- |
| Norvegia         | 1       |
| Belgia           | 1       |
| Danamarca        | 2       |
| Suedia           | 4       |
| Irlanda          | 8       |
| Olanda           | 13      |
| Austria          | 14      |
| Elveția          | 30      |
| Regatul Unit     | 44      |
| Germania         | 47      |

## Cover-uri
- Ingela "Pling" Forsman a scris o versiune în suedeză "Låt det svänga", care a fost înregistrată de către artiști și grupuri precum Stefan Borsch, Ingmar Nordströms și Jan Welander, toate în 1985.
- Trupa suedeză de heavy metal "Black Ingvars" a făcut un cover al cântecului care a apărut pe albumul lor din 1998, "Schlager Metal".